# Museo de Olaria
El museo de Olaria de Barcelos (Portugal) es un recinto museístico y didáctico dedicado a la historia de la cerámica portuguesa y su actividad alfarera. Se encuentra instalado desde 1982 en la calle (rúa) Cónego Joaquim Gaiolas.

## Historia
El museo tuvo su precedente en 1949 con la construcción de una sala subterránea, dispuesta por el Ayuntamiento para conservar la colección de alfarería local (“Olaria Barcelense”) en el llamado ‘pazo de los condes de Barcelos’, junto a la iglesia parroquial. La colección, de carácter regional, estaba compuesta por el legado del etnógrafo Joaquim Sellès Paes de Villas Boas. Quince años después, el 4 de mayo de 1963 fue inaugurado un “Museu de Cerâmica Regional”. La incorporación luego de piezas de toda la alfarería portuguesa o de la cultura lusitana universal, motivó el cambio de designación como Museo de Olaria. En 1982, los fondos del museo fueron trasladados a la «Casa dos Mendanhas», que sería remodelada entre 1989 y 1991, e inaugurado el museo el 29 de julio de 1995. Quince años después se realizaron nuevas obras de ampliación y actualización museológica.